# المقيصير (حجر الصيعر)

تعديل مصدري - تعديل

المقيصير هي إحدى قرى عزلة حجر الصيعر بمديرية حجر الصيعر التابعة لمحافظة حضرموت، بلغ تعداد سكانها 15 نسمة حسب تعداد اليمن لعام 2004.